# Walter Altmann (Schiedsrichter)

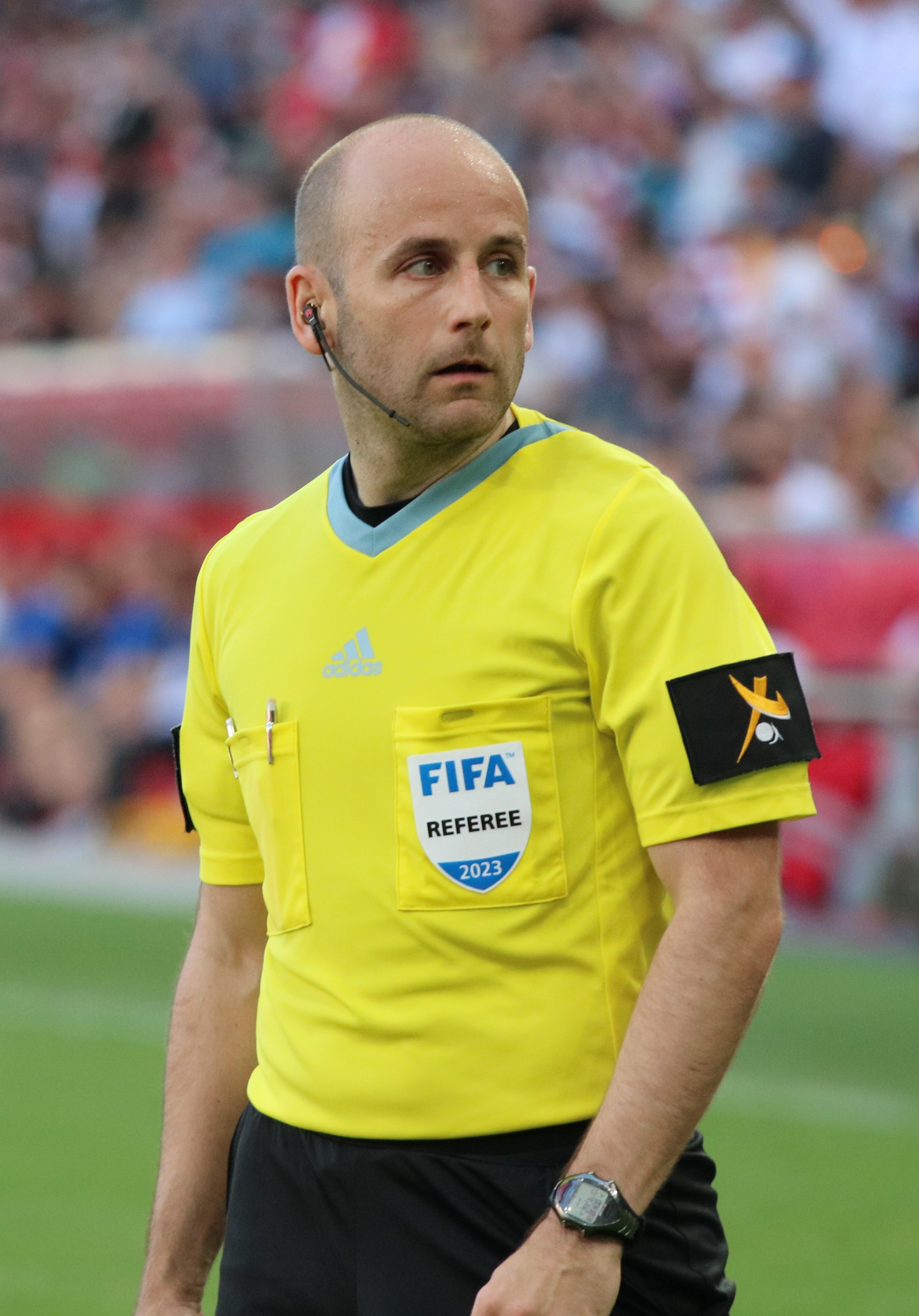
Walter Altmann, 2023

Walter Altmann (* 24. Dezember 1984) ist ein österreichischer Fußballschiedsrichter und Fußballspieler. Als Schiedsrichter gehört er dem Tiroler Fußballverband an.

## Karriere

### Als Schiedsrichter
Der aus Wörgl stammende Altmann begann seine Schiedsrichterkarriere im Jahr 2004. Der Sprung in die Regionalliga West, die dritthöchste Leistungsstufe in Österreich, gelang bereits nach sechs Jahren. Sein erstes Spiel leitete er am 17. April 2010 mit der Begegnung SV Seekirchen gegen VfB Hohenems (6:1). Am 5. August 2011 leitete er sein erstes Spiel im ÖFB Cup mit der Begegnung FC Dornbirn gegen SV Stegersbach.
Die Karriere als Schiedsrichterassistent in der Bundesliga begann mit der Saison 2010/11, in welcher er im Spiel First Vienna FC gegen SV Grödig (3:2) an der Seite von Dominik Ouschan sein Debüt gab. Am 25. Mai 2011 durfte er erstmals in der österreichischen Bundesliga an der Seite von Thomas Einwaller beim Spiel SV Ried gegen SV Kapfenberg (2:0) als Schiedsrichterassistent auftreten.
Die bislang großen Höhepunkte in der Karriere von Altmann waren das 300. Wiener Derby am 18. Februar 2012 an der Seite von Thomas Einwaller und das UEFA Europa League Play-off-Match Sparta Prag gegen FC Vaslui am 25. August 2011, ebenfalls an der Seite von Thomas Einwaller.
Am 17. April 2012 feierte Altmann mit 27 Jahren beim Spiel SKN St. Pölten gegen SV Grödig sein Debüt als Schiedsrichter in der Ersten Liga. Er leitete das Spiel im Rahmen der Qualifikation für den Kader der Bundesligaschiedsrichter und benötigte hierbei drei Gelbe Karten. Mit 1. Juli 2012 wurde Altmann offiziell in den Kader der österreichischen Bundesligaschiedsrichter aufgenommen und leitete bis dato 98 Spiele in der Ersten Liga und 20 Spiele im ÖFB-Cup.
Am 21. September 2017 wurde Walter Altmann zum Schiedsrichter in der höchsten österreichischen Fußball-Bundesliga befördert. Er wurde bisher zu 22 Spielen als Schiedsrichter nominiert, bis er schließlich am 1. Januar 2020 offiziell zum FIFA-Schiedsrichter ernannt wurde.

### Als Spieler
Im Alter von 33 Jahren gab der Schiedsrichter auch ein Comeback als Fußballspieler bei seinem Heimatclub dem SV Wörgl, für dessen zweite Mannschaft er spielen sollte. In der Saison 2017/18 kam er zu zwei Einsätzen für Wörgl II in der achtklassigen 1. Klasse, in denen er viermal traf. Mit dem Team stieg er zu Saisonende in die Bezirksliga auf. In der Saison 2018/19 kam er zu fünf Einsätzen in der siebthöchsten Spielklasse. In der COVID-bedingt nach der Winterpause abgebrochenen Spielzeit 2019/20 kam er einmal zum Einsatz, während diesem Einsatz traf er dreimal.
Im Juni 2021 debütierte er gegen den FC Kufstein für die erste Mannschaft der Wörgler in der Tiroler Regionalliga.